# Jacqueline van Maarsen
Jacqueline Yvonne Meta (Jopie) van Maarsen (Amsterdam, 30 januari 1929 – aldaar, 13 februari 2025) was een Nederlands schrijfster en boekbindster. Ze is bekend geworden als klasgenoot en vriendin van Anne Frank.

## Levensloop

### Jeugd
Van Maarsen werd geboren in Amsterdam als dochter van een joodse vader en een christelijke moeder. Ze ging naar de lagere school totdat in 1940 de nazi's Nederland binnenvielen. Ze moest toen van de openbare school verhuizen naar een joods lyceum om daar haar gymnasium te doen. Ze ontmoette op school Anne Frank en raakte bevriend met haar. Ze gingen bij elkaar op bezoek en maakten samen huiswerk. Toen Anne Frank in 1942 met haar familie moest onderduiken, schreef zij een afscheidsbrief aan Van Maarsen die zij later in haar dagboek overschreef. De originele brief werd door Otto achtergehouden omdat de inhoud ervan hun onderduik in gevaar zou brengen. Er dreigde een arrestatie voor Van Maarsen, maar haar christelijke moeder kon de letter "J" (joods) uit haar persoonsbewijs verwijderd krijgen door connecties bij de SD en Jacqueline overleefde hierdoor de Tweede Wereldoorlog.

### Carrière
Van Maarsen ging na de oorlog aan de slag als boekbindster. Ze leerde ook kalligraferen en papier marmeren en volgde colleges over de geschiedenis van het boek aan de Universiteit van Amsterdam. Voor haar oeuvre als boekbindster ontving ze diverse prijzen. Sinds 1986 gaf zij op verschillende basisscholen in Nederland lezingen over Anne Frank en over discriminatie. In 1990 verscheen haar eerste boek Anne en Jopie. In 2012 won zij de Zilveren Griffel.
Van Maarsen is op 13 februari 2025 op 96-jarige leeftijd overleden.